# Garth Brooks/Diskografie
Diese Diskografie ist eine Übersicht über die musikalischen Werke des US-amerikanischen Country-Sängers Garth Brooks. Den Schallplattenauszeichnungen zufolge hat er bisher mehr als 167,6 Millionen Tonträger verkauft, davon alleine in seiner Heimat über 160,4 Millionen. Seine erfolgreichste Veröffentlichung ist das Album Double Live mit über 23,7 Millionen verkauften Einheiten.

## Alben

### Studioalben
| Jahr | Titel Musiklabel                                   | Höchstplatzierung, Gesamtwochen, AuszeichnungChartplatzierungen (Jahr, Titel, Musiklabel, Platzierungen, Wochen, Auszeichnungen, Anmerkungen) | Höchstplatzierung, Gesamtwochen, AuszeichnungChartplatzierungen (Jahr, Titel, Musiklabel, Platzierungen, Wochen, Auszeichnungen, Anmerkungen) | Höchstplatzierung, Gesamtwochen, AuszeichnungChartplatzierungen (Jahr, Titel, Musiklabel, Platzierungen, Wochen, Auszeichnungen, Anmerkungen) | Höchstplatzierung, Gesamtwochen, AuszeichnungChartplatzierungen (Jahr, Titel, Musiklabel, Platzierungen, Wochen, Auszeichnungen, Anmerkungen) | Höchstplatzierung, Gesamtwochen, AuszeichnungChartplatzierungen (Jahr, Titel, Musiklabel, Platzierungen, Wochen, Auszeichnungen, Anmerkungen) | Höchstplatzierung, Gesamtwochen, AuszeichnungChartplatzierungen (Jahr, Titel, Musiklabel, Platzierungen, Wochen, Auszeichnungen, Anmerkungen) | Höchstplatzierung, Gesamtwochen, AuszeichnungChartplatzierungen (Jahr, Titel, Musiklabel, Platzierungen, Wochen, Auszeichnungen, Anmerkungen) | Höchstplatzierung, Gesamtwochen, AuszeichnungChartplatzierungen (Jahr, Titel, Musiklabel, Platzierungen, Wochen, Auszeichnungen, Anmerkungen) | Anmerkungen |
| Jahr | Titel Musiklabel                                   | DE | AT | CH | UK | US | Country | CA | CA Country | Anmerkungen |
| ---- | -------------------------------------------------- | --- | --- | --- | --- | --- | --- | --- | --- | --- |
| 1989 | Garth Brooks Capitol Records (EMI)                 | — | — | — | — | US13 Diamant · (224 Wo.)US | Country2 (299 Wo.)Country | CA60 (4 Wo.)CA | — | Erstveröffentlichung: 12. April 1989 in den CA-Albumcharts erst 1992 platziert                                            |
| 1990 | No Fences Capitol Nashville (EMI)                  | — | — | — | — | US3 ×8Diamant + Achtfachplatin · (224 Wo.)US                                                                                                  | Country1 (240 Wo.)Country | CA49 ×7Siebenfachplatin · (53 Wo.)CA | — | Erstveröffentlichung: 27. August 1990                                                                                     |
| 1991 | Ropin’ the Wind Liberty Records (EMI)              | — | — | — | UK41 (2 Wo.)UK | US1 ×4Diamant + Vierfachplatin · (132 Wo.)US                                                                                                  | Country1 (174 Wo.)Country | CA22 ×5Fünffachplatin · (60 Wo.)CA | — | Erstveröffentlichung: 10. September 1991 Platz 98 der kanadischen Alben-Jahrescharts 1991                                 |
| 1992 | The Chase Liberty Records (EMI)                    | DE76 (8 Wo.)DE | — | — | — | US1 Diamant · (64 Wo.)US | Country1 (97 Wo.)Country | CA6 ×5Fünffachplatin · (47 Wo.)CA | — | Erstveröffentlichung: 22. September 1992 Platz 94 der kanadischen Alben-Jahrescharts 1993                                 |
| 1993 | In Pieces Liberty Records (EMI)                    | DE83 (4 Wo.)DE | — | — | UK2 Gold · (13 Wo.)UK | US1 Diamant · (76 Wo.)US | Country1 (98 Wo.)Country | CA3 ×5Fünffachplatin · (27 Wo.)CA | — | Erstveröffentlichung: 31. August 1993 Platz 31 der kanadischen Alben-Jahrescharts 1993                                    |
| 1995 | Fresh Horses Capitol Nashville (EMI)               | DE55 (9 Wo.)DE | — | CH35 (2 Wo.)CH | UK22 Gold · (8 Wo.)UK | US2 ×8Achtfachplatin · (66 Wo.)US | Country1 (104 Wo.)Country | CA7 ×5Fünffachplatin · (8 Wo.)CA | — | Erstveröffentlichung: 21. November 1995                                                                                   |
| 1997 | Sevens Capitol Records (EMI)                       | DE41 (12 Wo.)DE | — | CH38 (5 Wo.)CH | UK34 Silber · (7 Wo.)UK | US1 Diamant · (58 Wo.)US | Country2 (99 Wo.)Country | CA3 ×5Fünffachplatin · (9 Wo.)CA | — | Erstveröffentlichung: 25. November 1997                                                                                   |
| 1999 | In… the Life of Chris Gaines Capitol Records (EMI) | DE72 (2 Wo.)DE | — | — | — | US2 ×2Doppelplatin · (18 Wo.)US | — | CA5 Platin · (4 Wo.)CA | — | Erstveröffentlichung: 28. September 1999 Rock-Album unter dem Künstlernamen Chris Gaines, auch als Greatest Hits verkauft |
| 2001 | Scarecrow Capitol Records (EMI)                    | DE58 (3 Wo.)DE | — | CH77 (3 Wo.)CH | UK82 (1 Wo.)UK | US1 ×5Fünffachplatin · (28 Wo.)US | Country1 (84 Wo.)Country | CA6 Platin · (15 Wo.)CA | CA Country— (39 Wo.)CA Country | Erstveröffentlichung: 13. November 2001                                                                                   |
| 2014 | Man Against Machine RCA Nashville (Sony)           | DE74 (1 Wo.)DE | — | — | UK23 (4 Wo.)UK | US4 Platin · (20 Wo.)US | Country1 (42 Wo.)Country | CA4 Gold · (7 Wo.)CA | — | Erstveröffentlichung: 11. November 2014                                                                                   |
| 2016 | Gunslinger Pearl Records (Pearl)                   | — | — | CH93 (1 Wo.)CH | UK81 (1 Wo.)UK | US25 Platin · (5 Wo.)US | Country4 (9 Wo.)Country | CA18 (6 Wo.)CA | — | Erstveröffentlichung: 25. November 2016                                                                                   |
| 2020 | Fun Pearl Records (Pearl)                          | — | — | — | — | US42 (5 Wo.)US | Country7 (12 Wo.)Country | — | — | Erstveröffentlichung: 20. November 2020                                                                                   |

### Livealben
| Jahr | Titel Musiklabel                         | Höchstplatzierung, Gesamtwochen, AuszeichnungChartplatzierungen (Jahr, Titel, Musiklabel, Platzierungen, Wochen, Auszeichnungen, Anmerkungen) | Höchstplatzierung, Gesamtwochen, AuszeichnungChartplatzierungen (Jahr, Titel, Musiklabel, Platzierungen, Wochen, Auszeichnungen, Anmerkungen) | Höchstplatzierung, Gesamtwochen, AuszeichnungChartplatzierungen (Jahr, Titel, Musiklabel, Platzierungen, Wochen, Auszeichnungen, Anmerkungen) | Höchstplatzierung, Gesamtwochen, AuszeichnungChartplatzierungen (Jahr, Titel, Musiklabel, Platzierungen, Wochen, Auszeichnungen, Anmerkungen) | Höchstplatzierung, Gesamtwochen, AuszeichnungChartplatzierungen (Jahr, Titel, Musiklabel, Platzierungen, Wochen, Auszeichnungen, Anmerkungen) | Höchstplatzierung, Gesamtwochen, AuszeichnungChartplatzierungen (Jahr, Titel, Musiklabel, Platzierungen, Wochen, Auszeichnungen, Anmerkungen) | Höchstplatzierung, Gesamtwochen, AuszeichnungChartplatzierungen (Jahr, Titel, Musiklabel, Platzierungen, Wochen, Auszeichnungen, Anmerkungen) | Höchstplatzierung, Gesamtwochen, AuszeichnungChartplatzierungen (Jahr, Titel, Musiklabel, Platzierungen, Wochen, Auszeichnungen, Anmerkungen) | Anmerkungen                                                                                       |
| Jahr | Titel Musiklabel                         | DE | AT | CH | UK | US | Country | CA | CA Country | Anmerkungen                                                                                       |
| ---- | ---------------------------------------- | --- | --- | --- | --- | --- | --- | --- | --- | ------------------------------------------------------------------------------------------------- |
| 1998 | Double Live Capitol Records (EMI)        | — | — | — | UK57 Silber · (2 Wo.)UK | US1 ×2×3Doppeldiamant + Dreifachplatin · (56 Wo.)US                                                                                           | Country1 (104 Wo.)Country | CA1 ×6Sechsfachplatin · (9 Wo.)CA | — | Erstveröffentlichung: 17. November 1998 Doppel-CD, siebent meist ausgezeichnetes Album in den USA |
| 2020 | Triple Live Pearl Records (Pearl)        | — | — | — | — | US— ×7SiebenfachplatinUS | — | — | — | Erstveröffentlichung: 1. November 2020                                                            |
| 2020 | Triple Live Deluxe Pearl Records (Pearl) | — | — | — | — | US113 (2 Wo.)US | Country16 (3 Wo.)Country | — | — | Erstveröffentlichung: 20. November 2020                                                           |

### Kompilationen
| Jahr | Titel Musiklabel                                  | Höchstplatzierung, Gesamtwochen, AuszeichnungChartplatzierungen (Jahr, Titel, Musiklabel, Platzierungen, Wochen, Auszeichnungen, Anmerkungen) | Höchstplatzierung, Gesamtwochen, AuszeichnungChartplatzierungen (Jahr, Titel, Musiklabel, Platzierungen, Wochen, Auszeichnungen, Anmerkungen) | Höchstplatzierung, Gesamtwochen, AuszeichnungChartplatzierungen (Jahr, Titel, Musiklabel, Platzierungen, Wochen, Auszeichnungen, Anmerkungen) | Höchstplatzierung, Gesamtwochen, AuszeichnungChartplatzierungen (Jahr, Titel, Musiklabel, Platzierungen, Wochen, Auszeichnungen, Anmerkungen) | Höchstplatzierung, Gesamtwochen, AuszeichnungChartplatzierungen (Jahr, Titel, Musiklabel, Platzierungen, Wochen, Auszeichnungen, Anmerkungen) | Höchstplatzierung, Gesamtwochen, AuszeichnungChartplatzierungen (Jahr, Titel, Musiklabel, Platzierungen, Wochen, Auszeichnungen, Anmerkungen) | Höchstplatzierung, Gesamtwochen, AuszeichnungChartplatzierungen (Jahr, Titel, Musiklabel, Platzierungen, Wochen, Auszeichnungen, Anmerkungen) | Höchstplatzierung, Gesamtwochen, AuszeichnungChartplatzierungen (Jahr, Titel, Musiklabel, Platzierungen, Wochen, Auszeichnungen, Anmerkungen) | Anmerkungen                             |
| Jahr | Titel Musiklabel                                  | DE | AT | CH | UK | US | Country | CA | CA Country | Anmerkungen                             |
| ---- | ------------------------------------------------- | --- | --- | --- | --- | --- | --- | --- | --- | --------------------------------------- |
| 1994 | The Garth Brooks Collection Pearl Records (Pearl) | — | — | — | — | US— ×3DreifachplatinUS | — | — | — | Erstveröffentlichung: 2. September 1994 |
| 1994 | The Hits Liberty Records (EMI)                    | DE19 (16 Wo.)DE | AT35 (2 Wo.)AT | CH17 (10 Wo.)CH | UK11 Gold · (26 Wo.)UK | US1 Diamant · (110 Wo.)US | Country1 (110 Wo.)Country | CA5 Diamant · (35 Wo.)CA | — | Erstveröffentlichung: 13. Dezember 1994 |
| 2005 | The Lost Sessions Pearl Records (Pearl)           | — | — | — | — | US— ×3DreifachplatinUS | — | — | — | Erstveröffentlichung: 25. November 2005 |
| 2007 | The Ultimate Hits Pearl Records (Pearl)           | — | — | — | UK10 Gold · (18 Wo.)UK | US3 Diamant · (110 Wo.)US | Country1 (137 Wo.)Country | CA1 (47 Wo.)CA | CA Country1 (245 Wo.)CA Country | Erstveröffentlichung: 6. November 2007  |

### Weihnachtsalben
| Jahr | Titel Musiklabel                                              | Höchstplatzierung, Gesamtwochen, AuszeichnungChartplatzierungen (Jahr, Titel, Musiklabel, Platzierungen, Wochen, Auszeichnungen, Anmerkungen) | Höchstplatzierung, Gesamtwochen, AuszeichnungChartplatzierungen (Jahr, Titel, Musiklabel, Platzierungen, Wochen, Auszeichnungen, Anmerkungen) | Höchstplatzierung, Gesamtwochen, AuszeichnungChartplatzierungen (Jahr, Titel, Musiklabel, Platzierungen, Wochen, Auszeichnungen, Anmerkungen) | Höchstplatzierung, Gesamtwochen, AuszeichnungChartplatzierungen (Jahr, Titel, Musiklabel, Platzierungen, Wochen, Auszeichnungen, Anmerkungen) | Höchstplatzierung, Gesamtwochen, AuszeichnungChartplatzierungen (Jahr, Titel, Musiklabel, Platzierungen, Wochen, Auszeichnungen, Anmerkungen) | Höchstplatzierung, Gesamtwochen, AuszeichnungChartplatzierungen (Jahr, Titel, Musiklabel, Platzierungen, Wochen, Auszeichnungen, Anmerkungen) | Höchstplatzierung, Gesamtwochen, AuszeichnungChartplatzierungen (Jahr, Titel, Musiklabel, Platzierungen, Wochen, Auszeichnungen, Anmerkungen) | Höchstplatzierung, Gesamtwochen, AuszeichnungChartplatzierungen (Jahr, Titel, Musiklabel, Platzierungen, Wochen, Auszeichnungen, Anmerkungen) | Anmerkungen |
| Jahr | Titel Musiklabel                                              | DE | AT | CH | UK | US | Country | CA | CA Country | Anmerkungen |
| ---- | ------------------------------------------------------------- | --- | --- | --- | --- | --- | --- | --- | --- | --- |
| 1992 | Beyond the Season Liberty Records (EMI)                       | — | — | — | — | US2 ×3Dreifachplatin · (24 Wo.)US | Country2 (29 Wo.)Country | CA20 ×2Doppelplatin · (18 Wo.)CA | — | Erstveröffentlichung: 25. August 1992                                                                                                |
| 1999 | Garth Brooks and the Magic of Christmas Capitol Records (EMI) | — | — | — | — | US99 Platin · (6 Wo.)US | Country1 (8 Wo.)Country | CA— GoldCA | — | Erstveröffentlichung: 23. November 1999                                                                                              |
| 2001 | Songs from Call Me Claus Capitol Records (EMI)                | — | — | — | — | — | Country8 (9 Wo.)Country | — | CA Country28 (3 Wo.)CA Country | Erstveröffentlichung: 25. September 2001 Wiederveröffentlichung von Garth Brooks and the Magic of Christmas mit zusätzlichen Liedern |
| 2016 | Christmas Together Pearl Records (Pearl)                      | — | — | — | — | US7 (13 Wo.)US | Country1 (23 Wo.)Country | CA7 Gold · (13 Wo.)CA | — | Erstveröffentlichung: 11. November 2016 mit Trisha Yearwood                                                                          |

## Singles
Hinweise zu den Charts:
- Die US-Country-Singlecharts sind airplay-basiert. Titel, die länger als 20 Wochen in dieser Liste geführt werden und sich auf einer Position unter 30 befinden, werden automatisch aus den Charts ausgeschlossen, um den Fokus auf aktuelle Titel zu lenken und diesen einen schnelleren Charteinstieg zu gewährleisten. Dies erklärt die in der untenstehenden Tabelle sehr häufig auftretende Wochenzahl 20, es sind alles Titel, die nach der 20. Woche aus den Charts ausgeschlossen wurden.
- Die kanadischen Country-Singlecharts wurden am 6. November 2000 wegen der Einstellung des RPM-Magazins zum letzten Mal veröffentlicht. Katie Wants a Fast One war der einzige zu dieser Zeit vertretene Titel von Brooks in den Charts, deshalb ist die Wochenzahl dort nicht aussagekräftig, da das Lied erst eine Woche zuvor seine Höchstposition erreicht hatte und somit ein längerer Aufenthalt sehr wahrscheinlich gewesen wäre.

### Als Leadmusiker
| Jahr | Titel Album                                                                         | Höchstplatzierung, Gesamtwochen, AuszeichnungChartplatzierungen (Jahr, Titel, Album, Platzierungen, Wochen, Auszeichnungen, Anmerkungen) | Höchstplatzierung, Gesamtwochen, AuszeichnungChartplatzierungen (Jahr, Titel, Album, Platzierungen, Wochen, Auszeichnungen, Anmerkungen) | Höchstplatzierung, Gesamtwochen, AuszeichnungChartplatzierungen (Jahr, Titel, Album, Platzierungen, Wochen, Auszeichnungen, Anmerkungen) | Höchstplatzierung, Gesamtwochen, AuszeichnungChartplatzierungen (Jahr, Titel, Album, Platzierungen, Wochen, Auszeichnungen, Anmerkungen) | Höchstplatzierung, Gesamtwochen, AuszeichnungChartplatzierungen (Jahr, Titel, Album, Platzierungen, Wochen, Auszeichnungen, Anmerkungen) | Anmerkungen | [↑]: gemeinsam behandelt mit vorhergehendem Eintrag; [←]: in beiden Charts platziert |
| Jahr | Titel Album                                                                         | UK | US | Country | CA | CA Country | Anmerkungen |                                                                                      |
| --- | ----------------------------------------------------------------------------------- | --- | --- | --- | --- | --- | --- | ------------------------------------------------------------------------------------ |
| 1989 | Much Too Young (To Feel This Damn Old) Garth Brooks                                 | — | — | Country8 (26 Wo.)Country | — | CA Country9 (14 Wo.)CA Country | Erstveröffentlichung: 6. März 1989 Platz 98 der kanadischen Country-Jahrescharts 1989                                                                                    |                                                                                      |
| 1989 | If Tomorrow Never Comes Garth Brooks                                                | — | — | Country1 (26 Wo.)Country | — | CA Country2 (19 Wo.)CA Country | Erstveröffentlichung: 21. August 1989 Platz 48 der kanadischen Country-Jahrescharts 1989                                                                                 |                                                                                      |
| 1990 | Not Counting You Garth Brooks                                                       | — | — | Country2 (26 Wo.)Country | — | CA Country1 (19 Wo.)CA Country | Erstveröffentlichung: 8. Januar 1990 Platz 29 der kanadischen Country-Jahrescharts 1990                                                                                  |                                                                                      |
| 1990 | The Dance Garth Brooks                                                              | UK36 (3 Wo.)UK | — | Country1 (21 Wo.)Country | — | CA Country1 (20 Wo.)CA Country | Erstveröffentlichung: 30. April 1990 in UK erst 1995 platziert, Platz 8 der kanadischen Country-Jahrescharts 1990                                                        |                                                                                      |
| 1990 | Friends In Low Places No Fences[UK: ↑]                                              | UK36 (3 Wo.)UK | — | Country1 (20 Wo.)Country | — | CA Country1 (20 Wo.)CA Country | Erstveröffentlichung: 6. August 1990 in UK erst 1995 platziert, Platz 4 der kanadischen Country-Jahrescharts 1990                                                        |                                                                                      |
| 1990 | Unanswered Prayers No Fences                                                        | — | — | Country1 (20 Wo.)Country | — | CA Country1 (18 Wo.)CA Country | Erstveröffentlichung: 12. Oktober 1990 Platz 32 der kanadischen Country-Jahrescharts 1991                                                                                |                                                                                      |
| 1991 | Two of a Kind, Workin On a Full House No Fences                                     | — | — | Country1 (20 Wo.)Country | — | CA Country1 (16 Wo.)CA Country | Erstveröffentlichung: Januar 1991 Platz 19 der kanadischen Country-Jahrescharts 1991                                                                                     |                                                                                      |
| 1991 | The Thunder Rolls No Fences                                                         | — | — | Country1 (20 Wo.)Country | — | CA Country1 (23 Wo.)CA Country | Erstveröffentlichung: 30. April 1991 Platz 1 der kanadischen Country-Jahrescharts 1991                                                                                   |                                                                                      |
| 1991 | Rodeo Ropin’ the Wind                                                               | — | — | Country3 (20 Wo.)Country | — | CA Country1 (20 Wo.)CA Country | Erstveröffentlichung: 12. August 1991 Platz 4 der kanadischen Country-Jahrescharts 1991                                                                                  |                                                                                      |
| 1991 | Shameless Ropin’ the Wind                                                           | UK71 (1 Wo.)UK | — | Country1 (20 Wo.)Country | — | CA Country1 (19 Wo.)CA Country | Erstveröffentlichung: 21. Oktober 1991 in UK erst 1992 platziert, Platz 38 der kanadischen Country-Jahrescharts 1991                                                     |                                                                                      |
| 1991 | What She’s Doing Now Ropin’ the Wind                                                | — | — | Country1 (20 Wo.)Country | — | CA Country1 (22 Wo.)CA Country | Erstveröffentlichung: 6. Dezember 1991 Platz 2 der kanadischen Country-Jahrescharts 1992                                                                                 |                                                                                      |
| 1992 | Papa Loved Mama Ropin’ the Wind                                                     | — | — | Country3 (20 Wo.)Country | — | CA Country2 (21 Wo.)CA Country | Erstveröffentlichung: 3. Februar 1992 Platz 15 der kanadischen Country-Jahrescharts 1992                                                                                 |                                                                                      |
| 1992 | The River Ropin’ the Wind                                                           | — | — | Country1 (20 Wo.)Country | — | CA Country1 (22 Wo.)CA Country | Erstveröffentlichung: 27. April 1992 Platz 35 der kanadischen Country-Jahrescharts 1992                                                                                  |                                                                                      |
| 1992 | We Shall Be Free The Chase                                                          | — | — | Country12 (20 Wo.)Country | — | CA Country12 (15 Wo.)CA Country | Erstveröffentlichung: 31. August 1992 |                                                                                      |
| 1992 | Somewhere Other Than the Night The Chase                                            | — | — | Country1 (20 Wo.)Country | — | CA Country1 (20 Wo.)CA Country | Erstveröffentlichung: 12. Oktober 1992 Platz 36 der kanadischen Country-Jahrescharts 1993                                                                                |                                                                                      |
| 1993 | Learning to Live Again The Chase                                                    | — | — | Country2 (20 Wo.)Country | — | CA Country5 (21 Wo.)CA Country | Erstveröffentlichung: 25. Januar 1993 Platz 79 der kanadischen Country-Jahrescharts 1993                                                                                 |                                                                                      |
| 1993 | That Summer The Chase                                                               | — | — | Country1 (20 Wo.)Country | — | CA Country1 (18 Wo.)CA Country | Erstveröffentlichung: 26. April 1993 Platz 34 der kanadischen Country-Jahrescharts 1993                                                                                  |                                                                                      |
| 1993 | Ain’t Going Down (Til the Sun Comes Up) In Pieces                                   | UK13 (5 Wo.)UK | — | Country1 (20 Wo.)Country | — | CA Country1 (21 Wo.)CA Country | Erstveröffentlichung: 26. Juli 1993 Platz 12 der kanadischen Country-Jahrescharts 1993                                                                                   |                                                                                      |
| 1993 | The Red Strokes In Pieces[UK: ↑]                                                    | UK13 (5 Wo.)UK | — | Country49 (20 Wo.)Country | — | CA Country38 (16 Wo.)CA Country | in UK als Doppelsingle mit Ain’t Going Down (Til the Sun Comes Up) im Januar 1994 veröffentlicht, allein erst im November 1994 (US) bzw. Januar 1995 (CA) veröffentlicht |                                                                                      |
| 1993 | American Honky-Tonk Bar Association In Pieces                                       | — | — | Country1 (20 Wo.)Country | — | CA Country2 (19 Wo.)CA Country | Erstveröffentlichung: 7. September 1993 Platz 100 der kanadischen Country-Jahrescharts 1993, Platz 47 der kanadischen Country-Jahrescharts 1994                          |                                                                                      |
| 1993 | Standing Outside the Fire In Pieces                                                 | UK28 (4 Wo.)UK | — | Country3 (20 Wo.)Country | — | CA Country3 (20 Wo.)CA Country | Erstveröffentlichung: 13. Dezember 1993 in UK und CA erst 1994 platziert, Platz 34 der kanadischen Country-Jahrescharts 1994                                             |                                                                                      |
| 1994 | One Night a Day In Pieces                                                           | — | — | Country7 (20 Wo.)Country | — | CA Country14 (17 Wo.)CA Country | Erstveröffentlichung: 2. Mai 1994 in US bereits 1993 durch Radioairplay platziert                                                                                        |                                                                                      |
| 1994 | Callin Baton Rouge In Pieces                                                        | — | — | Country2 (20 Wo.)Country | — | CA Country1 (17 Wo.)CA Country | Erstveröffentlichung: 1. August 1994 Platz 50 der kanadischen Country-Jahrescharts 1994                                                                                  |                                                                                      |
| 1995 | She’s Every Woman Fresh Horses                                                      | UK55 (2 Wo.)UK | — | Country1 (20 Wo.)Country | — | CA Country1 (23 Wo.)CA Country | Erstveröffentlichung: 28. August 1995 in UK erst 1996 platziert, Platz 2 der kanadischen Country-Jahrescharts 1995                                                       |                                                                                      |
| 1995 | The Fever Fresh Horses                                                              | — | — | Country23 (14 Wo.)Country | — | CA Country2 (18 Wo.)CA Country | Erstveröffentlichung: 20. November 1995 |                                                                                      |
| 1995 | The Beaches of Cheyenne Fresh Horses                                                | — | — | Country1 (20 Wo.)Country | — | CA Country1 (18 Wo.)CA Country | Erstveröffentlichung: 11. Dezember 1995 Platz 65 der kanadischen Country-Jahrescharts 1996                                                                               |                                                                                      |
| 1996 | The Change Fresh Horses                                                             | — | — | Country19 (20 Wo.)Country | — | CA Country8 (20 Wo.)CA Country | Erstveröffentlichung: 28. Februar 1996 Platz 92 der kanadischen Country-Jahrescharts 1996                                                                                |                                                                                      |
| 1996 | It’s Midnight Cinderella Fresh Horses                                               | — | — | Country5 (32 Wo.)Country | — | CA Country2 (17 Wo.)CA Country | Erstveröffentlichung: 10. Juni 1996 Platz 31 der kanadischen Country-Jahrescharts 1996                                                                                   |                                                                                      |
| 1996 | That Ol’ Wind Fresh Horses                                                          | — | — | Country4 (20 Wo.)Country | — | CA Country3 (17 Wo.)CA Country | Erstveröffentlichung: 30. September 1996 |                                                                                      |
| 1997 | In Another’s Eyes Sevens                                                            | — | — | Country2 (20 Wo.)Country | — | CA Country2 (23 Wo.)CA Country | Erstveröffentlichung: 18. August 1997 mit Trisha Yearwood |                                                                                      |
| 1997 | Longneck Bottle Sevens                                                              | — | — | Country1 (20 Wo.)Country | — | CA Country1 (26 Wo.)CA Country | Erstveröffentlichung: 22. November 1997 Platz 21 der kanadischen Country-Jahrescharts 1998                                                                               |                                                                                      |
| 1998 | She’s Gonna Make It Sevens                                                          | — | — | Country2 (20 Wo.)Country | — | — | Erstveröffentlichung: 25. Januar 1998 in US bereits 1997 durch Radioairplay platziertPlatz 19 der kanadischen Country-Jahrescharts 1998                                  |                                                                                      |
| 1998 | Two Piña Coladas Sevens                                                             | — | — | Country1 (28 Wo.)Country | — | CA Country1 (21 Wo.)CA Country | Erstveröffentlichung: 16. März 1998 Platz 33 der kanadischen Country-Jahrescharts 1998                                                                                   |                                                                                      |
| 1998 | To Make You Feel My Love Hope Floats: Music from the Motion Picture                 | — | — | Country1 (20 Wo.)Country | — | CA Country7 (22 Wo.)CA Country | Erstveröffentlichung: 18. Mai 1998 Platz 63 der kanadischen Country-Jahrescharts 1998                                                                                    |                                                                                      |
| 1998 | You Move Me Sevens                                                                  | — | — | Country3 (20 Wo.)Country | — | CA Country1 (25 Wo.)CA Country | Erstveröffentlichung: 24. August 1998 in US bereits 1997 durch Radioairplay platziert, Platz 35 der kanadischen Country-Jahrescharts 1998                                |                                                                                      |
| 1998 | It’s Your Song Double Live                                                          | — | US62 (8 Wo.)US | Country9 (20 Wo.)Country | — | CA Country5 (22 Wo.)CA Country | Erstveröffentlichung: 16. November 1998 |                                                                                      |
| 1999 | Lost In You In… the Life of Chris Gaines                                            | — | US5 Gold · (10 Wo.)US | Country62 (4 Wo.)Country | CA45 (19 Wo.)CA | CA Country55 (5 Wo.)CA Country | Erstveröffentlichung: 19. Juli 1999 als Chris Gaines |                                                                                      |
| 1999 | It Don’t Matter to the Sun In… the Life of Chris Gaines                             | — | — | Country24 (15 Wo.)Country | — | CA Country23 (21 Wo.)CA Country | als Chris Gaines |                                                                                      |
| 2000 | Do What You Gotta Do Sevens                                                         | — | US69 (6 Wo.)US | Country13 (20 Wo.)Country | — | CA Country18 (21 Wo.)CA Country | Erstveröffentlichung: 3. Januar 2000 in US bereits 1997 durch Radioairplay platziert                                                                                     |                                                                                      |
| 2000 | When You Come Back to Me Again Scarecrow                                            | — | — | Country21 (20 Wo.)Country | — | CA Country23 (15 Wo.)CA Country | Erstveröffentlichung: 8. Mai 2000 |                                                                                      |
| 2000 | Wild Horses No Fences                                                               | — | US50 (14 Wo.)US | Country7 (20 Wo.)Country | — | — | Erstveröffentlichung: 20. November 2000 |                                                                                      |
| 2001 | Wrapped Up In You Scarecrow                                                         | — | US46 (20 Wo.)US | Country5 (20 Wo.)Country | — | — | Erstveröffentlichung: 15. Oktober 2001 |                                                                                      |
| 2002 | Squeeze Me In Scarecrow                                                             | — | — | Country16 (20 Wo.)Country | — | — | Erstveröffentlichung: 2. Februar 2002 mit Trisha Yearwood; in US bereits 2001 durch Radioairplay                                                                         |                                                                                      |
| 2002 | Thicker Than Blood Scarecrow                                                        | — | — | Country18 (20 Wo.)Country | — | — | Erstveröffentlichung: 29. Mai 2002 in US bereits 2001 durch Radioairplay                                                                                                 |                                                                                      |
| 2003 | Why Ain’t I Running Scarecrow                                                       | — | — | Country24 (15 Wo.)Country | — | — | Erstveröffentlichung: 8. März 2003 |                                                                                      |
| 2005 | Good Ride Cowboy The Lost Sessions                                                  | — | US59 (14 Wo.)US | Country3 (20 Wo.)Country | — | — | Erstveröffentlichung: 24. Oktober 2005 |                                                                                      |
| 2006 | Love Will Always Win The Lost Sessions                                              | — | — | Country23 (11 Wo.)Country | — | — | Erstveröffentlichung: 4. Februar 2006 mit Trisha Yearwood |                                                                                      |
| 2007 | More Than a Memory The Ultimate Hits                                                | — | US53 (16 Wo.)US | Country1 (20 Wo.)Country | — | — | Erstveröffentlichung: 27. August 2007 |                                                                                      |
| 2007 | Workin’ For a Livin’ The Ultimate Hits                                              | — | — | Country19 (21 Wo.)Country | — | — | Erstveröffentlichung: 17. Dezember 2007 mit Huey Lewis |                                                                                      |
| 2014 | People Loving People Man Against Machine                                            | — | — | Country25 (9 Wo.)Country | — | CA Country10 (12 Wo.)CA Country | Erstveröffentlichung: 3. September 2014 |                                                                                      |
| 2014 | Mom Man Against Machine                                                             | — | — | Country49 (2 Wo.)Country | — | CA Country36 (10 Wo.)CA Country | Erstveröffentlichung: 24. November 2014 |                                                                                      |
| 2016 | Baby, Let’s Lay Down and Dance Gunslinger                                           | — | — | — | — | — | Erstveröffentlichung: 13. Oktober 2016 |                                                                                      |
| 2017 | Ask Me How I Know Gunslinger                                                        | — | US71 (7 Wo.)US | Country13 (28 Wo.)Country | — | CA Country30 (20 Wo.)CA Country | Erstveröffentlichung: 17. März 2017 |                                                                                      |
| 2018 | All Day Long Fun                                                                    | — | — | — | — | — | Erstveröffentlichung: 19. Juni 2018 |                                                                                      |
| 2018 | Stronger Than Me Fun                                                                | — | — | — | — | — | Erstveröffentlichung: 19. November 2018 |                                                                                      |
| 2019 | Dive Bar Fun                                                                        | — | US78 (5 Wo.)US | Country17 (35 Wo.)Country | — | CA Country42 (… Wo.)CA Country | Erstveröffentlichung: 18. Juni 2018 feat. Blake Shelton |                                                                                      |
| 2020 | We Belong To Each Other –                                                           | — | — | Country39 (13 Wo.)Country | — | — | Erstveröffentlichung: 18. Juni 2020 |                                                                                      |
| 2020 | Shallow Fun                                                                         | — | — | Country27 (33 Wo.)Country | — | — | Erstveröffentlichung: 1. Dezember 2020 mit Trisha Yearwood |                                                                                      |
| 2021 | That’s What Cowboys Do Fun                                                          | — | — | Country33 (17 Wo.)Country | — | — | Erstveröffentlichung: 29. Juni 2021 |                                                                                      |
| Folgende Lieder erschienen nicht als Single, erreichten aber durch Radioairplay eine Platzierung in den Countrycharts: |                                                                                     | | | | | | |                                                                                      |
| |                                                                                     | | | | | | |                                                                                      |
| 1992 | Against the Grain Ropin’ the Wind                                                   | — | — | Country66 (20 Wo.)Country | — | — | |                                                                                      |
| 1992 | The Old Man’s Back in Town Beyond the Season                                        | — | — | Country48 (6 Wo.)Country | — | — | 1998 in den US-Country-Charts erneut auf Platz 59 |                                                                                      |
| 1993 | Dixie Chicken The Chase                                                             | — | — | Country73 (1 Wo.)Country | — | — | |                                                                                      |
| 1994 | Hard Luck Woman Kiss My Ass – Classic Kiss Regrooved                                | — | — | Country67 (11 Wo.)Country | CA23 (12 Wo.)CA | CA Country59 (11 Wo.)CA Country | für das Kiss-Tributealbum Kiss My Ass gecovert |                                                                                      |
| 1997 | The Old Stuff Fresh Horses                                                          | — | — | Country64 (4 Wo.)Country | — | — | |                                                                                      |
| 1997 | Cowboy Cadillac Sevens                                                              | — | — | Country52 (2 Wo.)Country | — | — | |                                                                                      |
| 1997 | Take the Keys to My Heart Sevens                                                    | — | — | Country57 (2 Wo.)Country | — | — | |                                                                                      |
| 1997 | How You Ever Gonna Know Sevens                                                      | — | — | Country59 (2 Wo.)Country | — | — | |                                                                                      |
| 1997 | Belleau Wood Sevens                                                                 | — | — | Country41 (10 Wo.)Country | — | CA Country87 (3 Wo.)CA Country | |                                                                                      |
| 1997 | A Friend to Me Sevens                                                               | — | — | Country68 (1 Wo.)Country | — | — | |                                                                                      |
| 1997 | I Don’t Have To Wonder Sevens                                                       | — | — | Country70 (4 Wo.)Country | — | — | |                                                                                      |
| 1998 | Santa Looked a Lot Like Daddy Beyond the Season                                     | — | — | Country56 (2 Wo.)Country | — | — | |                                                                                      |
| 1998 | Something With a Ring to It The Chase                                               | — | — | Country68 (1 Wo.)Country | — | — | |                                                                                      |
| 1998 | Uptown Down-Home Good Ol’ Boy The Limited Series                                    | — | — | Country65 (4 Wo.)Country | — | — | |                                                                                      |
| 1998 | Wild as the Wind Double Live                                                        | — | — | Country65 (1 Wo.)Country | — | — | mit Trisha Yearwood |                                                                                      |
| 1998 | Tearin It Up (And Burnin It Down) Double Live                                       | — | — | Country63 (2 Wo.)Country | — | — | |                                                                                      |
| 1999 | Go Tell It On the Mountain Garth Brooks and the Magic of Christmas                  | — | — | Country72 (1 Wo.)Country | — | — | |                                                                                      |
| 1999 | White Christmas –                                                                   | — | — | Country65 (5 Wo.)Country | — | — | |                                                                                      |
| 2000 | Sleigh Ride Garth Brooks and the Magic of Christmas                                 | — | — | Country54 (4 Wo.)Country | — | — | |                                                                                      |
| 2000 | Baby Jesus Is Born Garth Brooks and the Magic of Christmas                          | — | — | Country62 (3 Wo.)Country | — | — | |                                                                                      |
| 2000 | God Rest Ye Merry Gentlemen Garth Brooks and the Magic of Christmas                 | — | — | Country69 (1 Wo.)Country | — | — | |                                                                                      |
| 2000 | There’s No Place Like Home for the Holidays Garth Brooks and the Magic of Christmas | — | — | Country63 (3 Wo.)Country | — | — | |                                                                                      |
| 2000 | It’s the Most Wonderful Time of the Year Garth Brooks and the Magic of Christmas    | — | — | Country56 (3 Wo.)Country | — | — | |                                                                                      |
| 2001 | ’Zat You, Santa Claus? Songs from Call Me Claus                                     | — | — | Country56 (1 Wo.)Country | — | — | |                                                                                      |
| 2002 | Call Me Claus Songs from Call Me Claus                                              | — | — | Country55 (2 Wo.)Country | — | — | |                                                                                      |
| 2006 | That Girl Is a Cowboy The Lost Sessions                                             | — | — | Country34 (14 Wo.)Country | — | — | |                                                                                      |
| 2008 | Midnight Sun The Ultimate Hits                                                      | — | — | Country36 (11 Wo.)Country | — | — | |                                                                                      |

### Als Gastmusiker
| Jahr | Titel Album                                      | Höchstplatzierung, Gesamtwochen, AuszeichnungChartplatzierungen (Jahr, Titel, Album, Platzierungen, Wochen, Auszeichnungen, Anmerkungen) | Höchstplatzierung, Gesamtwochen, AuszeichnungChartplatzierungen (Jahr, Titel, Album, Platzierungen, Wochen, Auszeichnungen, Anmerkungen) | Höchstplatzierung, Gesamtwochen, AuszeichnungChartplatzierungen (Jahr, Titel, Album, Platzierungen, Wochen, Auszeichnungen, Anmerkungen) | Höchstplatzierung, Gesamtwochen, AuszeichnungChartplatzierungen (Jahr, Titel, Album, Platzierungen, Wochen, Auszeichnungen, Anmerkungen) | Höchstplatzierung, Gesamtwochen, AuszeichnungChartplatzierungen (Jahr, Titel, Album, Platzierungen, Wochen, Auszeichnungen, Anmerkungen) | Anmerkungen |
| Jahr | Titel Album                                      | UK | US | Country | CA | CA Country | Anmerkungen |
| ---- | ------------------------------------------------ | --- | --- | --- | --- | --- | --- |
| 1991 | Like We Never Had a Broken Heart Trisha Yearwood | — | — | — | — | CA Country7 (21 Wo.)CA Country | Erstveröffentlichung: 9. September 1991 mit Trisha Yearwood, Platz 75 der kanadischen Country-Jahrescharts 1991 |
| 1992 | Whatcha Gonna Do with a Cowboy                   | — | — | — | — | CA Country5 (23 Wo.)CA Country | Erstveröffentlichung: 13. Juli 1992 mit Chris LeDoux, Platz 59 der kanadischen Country-Jahrescharts 1992        |
| 1998 | Burnin the Roadhouse Down                        | — | — | Country26 (20 Wo.)Country | — | CA Country14 (16 Wo.)CA Country | Erstveröffentlichung: 13. Juli 1998 mit Steve Wariner                                                           |
| 1998 | Where Your Road Leads                            | — | — | Country18 (20 Wo.)Country | — | CA Country18 (19 Wo.)CA Country | Erstveröffentlichung: 7. September 1998 mit Trisha Yearwood                                                     |
| 2000 | Katie Wants a Fast One Faith in You              | — | — | Country22 (20 Wo.)Country | — | CA Country10 (15 Wo.)CA Country | Erstveröffentlichung: 17. Juni 2000 mit Steve Wariner                                                           |
| 2001 | Beer Run Scarecrow                               | — | — | Country24 (20 Wo.)Country | — | — | mit George Jones                                                                                                |

## Videoalben
| Jahr | Titel Musiklabel       | Höchstplatzierung, Gesamtwochen, AuszeichnungChartplatzierungen (Jahr, Titel, Musiklabel, Platzierungen, Wochen, Auszeichnungen, Anmerkungen) | Höchstplatzierung, Gesamtwochen, AuszeichnungChartplatzierungen (Jahr, Titel, Musiklabel, Platzierungen, Wochen, Auszeichnungen, Anmerkungen) | Höchstplatzierung, Gesamtwochen, AuszeichnungChartplatzierungen (Jahr, Titel, Musiklabel, Platzierungen, Wochen, Auszeichnungen, Anmerkungen) | Höchstplatzierung, Gesamtwochen, AuszeichnungChartplatzierungen (Jahr, Titel, Musiklabel, Platzierungen, Wochen, Auszeichnungen, Anmerkungen) | Höchstplatzierung, Gesamtwochen, AuszeichnungChartplatzierungen (Jahr, Titel, Musiklabel, Platzierungen, Wochen, Auszeichnungen, Anmerkungen) | Höchstplatzierung, Gesamtwochen, AuszeichnungChartplatzierungen (Jahr, Titel, Musiklabel, Platzierungen, Wochen, Auszeichnungen, Anmerkungen) | Höchstplatzierung, Gesamtwochen, AuszeichnungChartplatzierungen (Jahr, Titel, Musiklabel, Platzierungen, Wochen, Auszeichnungen, Anmerkungen) | Höchstplatzierung, Gesamtwochen, AuszeichnungChartplatzierungen (Jahr, Titel, Musiklabel, Platzierungen, Wochen, Auszeichnungen, Anmerkungen) | Anmerkungen                |
| Jahr | Titel Musiklabel       | DE | AT | CH | UK | US | Country | CA | CA Country | Anmerkungen                |
| ---- | ---------------------- | --- | --- | --- | --- | --- | --- | --- | --- | -------------------------- |
| 1992 | This is Garth Brooks   | — | — | — | UK12 (50 Wo.)UK | US— ×5FünffachplatinUS | — | CA— ×3DreifachplatinCA | — | Erstveröffentlichung: 1992 |
| 1998 | Live From Central Park | — | — | — | UK6 (33 Wo.)UK | — | — | — | — | Erstveröffentlichung: 1998 |
| 2006 | The Entertainer        | — | — | — | UK30 (3 Wo.)UK | — | — | — | — | Erstveröffentlichung: 1998 |

Weitere Videoalben
- 1991: Garth Brooks (US: ×4Vierfachplatin , CA: Platin)
- 1996: The Garth Brooks Video Collection Volume II (CA: Gold)

## Boxsets
| Jahr | Titel                                                | Höchstplatzierung, Gesamtwochen, AuszeichnungChartplatzierungen (Jahr, Titel, Platzierungen, Wochen, Auszeichnungen, Anmerkungen) | Höchstplatzierung, Gesamtwochen, AuszeichnungChartplatzierungen (Jahr, Titel, Platzierungen, Wochen, Auszeichnungen, Anmerkungen) | Höchstplatzierung, Gesamtwochen, AuszeichnungChartplatzierungen (Jahr, Titel, Platzierungen, Wochen, Auszeichnungen, Anmerkungen) | Höchstplatzierung, Gesamtwochen, AuszeichnungChartplatzierungen (Jahr, Titel, Platzierungen, Wochen, Auszeichnungen, Anmerkungen) | Höchstplatzierung, Gesamtwochen, AuszeichnungChartplatzierungen (Jahr, Titel, Platzierungen, Wochen, Auszeichnungen, Anmerkungen) | Höchstplatzierung, Gesamtwochen, AuszeichnungChartplatzierungen (Jahr, Titel, Platzierungen, Wochen, Auszeichnungen, Anmerkungen) | Höchstplatzierung, Gesamtwochen, AuszeichnungChartplatzierungen (Jahr, Titel, Platzierungen, Wochen, Auszeichnungen, Anmerkungen) | Höchstplatzierung, Gesamtwochen, AuszeichnungChartplatzierungen (Jahr, Titel, Platzierungen, Wochen, Auszeichnungen, Anmerkungen) | Anmerkungen |
| Jahr | Titel                                                | DE | AT | CH | UK | US | Country | CA | CA Country | Anmerkungen |
| ---- | ---------------------------------------------------- | --- | --- | --- | --- | --- | --- | --- | --- | --- |
| 1998 | The Limited Series                                   | — | — | — | — | US1 (34 Wo.)US | Country1 (72 Wo.)Country | CA7 ×4Vierfachplatin · (1 Wo.)CA                                                                                                  | — | Erstveröffentlichung: 5. Mai 1998 Box-Set mit den Alben Garth Brooks, No Fences, Ropin' the Wind, The Chase, In Pieces und Fresh Horses inklusive einiger Bonustitel |
| 2005 | The Limited Series                                   | — | — | — | — | — | — | — | — | Erstveröffentlichung: 23. November 2005 Boxset mit den Alben Sevens, Scarecrow, Double Live und The Lost Sessions |
| 2013 | Blame It All on My Roots: Five Decades of Influences | — | — | — | — | US1 ×4Vierfachplatin · (18 Wo.)US                                                                                                 | Country1 (43 Wo.)Country | CA20 (1 Wo.)CA | — | Erstveröffentlichung: 28. November 2013 Boxset aus vier neu zusammengestellten Kompilations-CDs sowie der Doppel-CD The Ultimate Hits. Jede der vier „neuen“ CDs hat einzeln eine Platin-Auszeichnung erhalten. Dies wurde zusammengerechnet.                                                          |
| 2016 | The Ultimate Collection                              | — | — | — | — | US6 ×9Neunfachplatin · (3 Wo.)US                                                                                                  | Country1 (14 Wo.)Country | — | — | Erstveröffentlichung: 11. November 2016 Boxset aus sieben CDs, der Doppel-CD The Road sowie einer Limited Edition des Albums Gunslinger. Jede der sieben CDs hat einzeln eine Platin-Auszeichnung erhalten, die Doppel-CD The Road wurde mit Doppelplatin ausgezeichnet. Dies wurde zusammengerechnet. |
| 2016 | Gunslinger / Christmas Together                      | — | — | — | — | US21 (6 Wo.)US | Country3 (7 Wo.)Country | — | — | Erstveröffentlichung: 18. November 2016 mit Trisha Yearwood |
| 2017 | The Anthology Part I: The First Five Years           | — | — | — | — | US4 (7 Wo.)US | Country1 (8 Wo.)Country | — | — | Erstveröffentlichung: 17. November 2017 |
| 2019 | The Legacy Collection                                | — | — | — | — | US149 (3 Wo.)US | Country18 (6 Wo.)Country | — | — | Erstveröffentlichung: 1. November 2019 |
| 2020 | Fun / Triple Live Deluxe / Christmas Together        | — | — | — | — | US112 (1 Wo.)US | Country15 (1 Wo.)Country | — | — | Erstveröffentlichung: 20. November 2020 |

## Statistik

### Chartauswertung
|                     | DE    | AT    | CH    | UK     | US     | Country          | CA     | CA Country            |
| ------------------- | ----- | ----- | ----- | ------ | ------ | ---------------- | ------ | --------------------- |
| Nummer-eins-Alben   | DE—DE | AT—AT | CH—CH | UK—UK  | US9US  | Country16Country | CA2CA  | CA Country1CA Country |
| Top-10-Alben        | DE—DE | AT—AT | CH—CH | UK2UK  | US18US | Country23Country | CA13CA | CA Country1CA Country |
| Alben in den Charts | DE8DE | AT1AT | CH5CH | UK10UK | US26US | Country26Country | CA18CA | CA Country3CA Country |

|                       | UK    | US    | Country          | CA    | CA Country             |
| --------------------- | ----- | ----- | ---------------- | ----- | ---------------------- |
| Nummer-eins-Singles   | UK—UK | US—US | Country19Country | CA—CA | CA Country19CA Country |
| Top-10-Singles        | UK—UK | US1US | Country36Country | CA—CA | CA Country36CA Country |
| Singles in den Charts | UK5UK | US9US | Country87Country | CA2CA | CA Country50CA Country |

|                          | DE    | AT    | CH    | UK    | US    | Country         | CA    | CA Country            |
| ------------------------ | ----- | ----- | ----- | ----- | ----- | --------------- | ----- | --------------------- |
| Nummer-eins-Videoalben   | DE—DE | AT—AT | CH—CH | UK—UK | US—US | Country—Country | CA—CA | CA Country—CA Country |
| Top-10-Videoalben        | DE—DE | AT—AT | CH—CH | UK1UK | US—US | Country—Country | CA—CA | CA Country—CA Country |
| Videoalben in den Charts | DE—DE | AT—AT | CH—CH | UK3UK | US—US | Country—Country | CA—CA | CA Country—CA Country |

### Auszeichnungen für Musikverkäufe
| Goldene Schallplatte - Australien - 1995: für das Album Fresh Horses - 1999: für das Album Double Live - 2000: für das Album The Chase - Brasilien - 2000: für das Album In Pieces - Neuseeland - 1994: für das Album In Pieces - Norwegen - 1999: für das Album Double Live Platin-Schallplatte - Australien - 1994: für das Album No Fences - 1995: für das Album The Hits - 1999: für das Album Sevens - 2000: für das Album Ropin' The Wind - 2008: für das Album The Ultimate Hits | 2× Platin-Schallplatte - Australien - 1995: für das Album In Pieces - Irland - 2006: für das Album The Limited Series (2005) - Norwegen - 2008: für das Album The Ultimate Hits 3× Platin-Schallplatte - Irland - 1994: für das Album In Pieces 5× Platin-Schallplatte - Irland - 1994: für das Album No Fences 6× Platin-Schallplatte - Irland - 2007: für das Album The Ultimate Hits |

Anmerkung: Auszeichnungen in Ländern aus den Charttabellen bzw. Chartboxen sind in ebendiesen zu finden.
| Land/RegionAuszeichnungen für Musikverkäufe (Land/Region, Auszeichnungen, Verkäufe, Quellen) | Silber     | Gold       | Platin         | Diamant       | Verkäufe    | Quellen                                                    |
| -------------------------------------------------------------------------------------------- | ---------- | ---------- | -------------- | ------------- | ----------- | ---------------------------------------------------------- |
| Australien (ARIA)                                                                            | —          | 3× Gold3   | 7× Platin7     | —             | 595.000     | aria.com.au                                                |
| Brasilien (PMB)                                                                              | —          | Gold1      | —              | —             | 100.000     | pro-musicabr.org.br                                        |
| Irland (IRMA)                                                                                | —          | —          | 16× Platin16   | —             | 240.000     | irishcharts.ie                                             |
| Neuseeland (RMNZ)                                                                            | —          | Gold1      | —              | —             | 7.500       | aotearoamusiccharts.co.nz                                  |
| Norwegen (IFPI)                                                                              | —          | Gold1      | 2× Platin2     | —             | 85.000      | ifpi.no (Memento vom 5. November 2012 im Internet Archive) |
| Kanada (MC)                                                                                  | —          | 4× Gold4   | 50× Platin50   | Diamant1      | 5.775.000   | musiccanada.com                                            |
| Vereinigte Staaten (RIAA)                                                                    | —          | Gold1      | 68× Platin68   | 10× Diamant10 | 160.400.000 | riaa.com                                                   |
| Vereinigtes Königreich (BPI)                                                                 | 2× Silber2 | 4× Gold4   | —              | —             | 520.000     | bpi.co.uk                                                  |
| Insgesamt                                                                                    | 2× Silber2 | 15× Gold15 | 142× Platin142 | 11× Diamant11 |             |                                                            |